# Empis latiptera
Empis latiptera är en tvåvingeart som beskrevs av Chvala 1985. Empis latiptera ingår i släktet Empis och familjen dansflugor. Inga underarter finns listade i Catalogue of Life.